# The Cannon Group, Inc.
The Cannon Group, Inc. fue un grupo de compañías estadounidense, que incluía a Cannon Films, cuya principal actividad fue la producción de películas entre 1967 y 1994. Considerada una productora independiente especializada en el cine de serie B solía mezclar varias escenas de metraje antiguo, que compraba a bibliotecas, junto a metraje propio. A raíz de su expansión internacional diversificó sus actividades para dar cabida a la adquisición y comercialización de catálogos de cine clásico (por ejemplo EMI Films), la gestión de estudios cinematográficos (Elstree Studios) y de salas de cine en países como Reino Unido, Holanda o Italia o la creación de una división para la distribución en videoclubs.
A lo largo de su actividad Cannon Films produjo 181 películas y su etapa más conocida coincidió con la década de 1980 bajo la dirección de los primos hermanos Menahem Golan y Yoram Globus. En su catálogo fue muy popular el cine de acción y aventuras en cintas protagonizadas por Chuck Norris, Charles Bronson, Michael Dudikoff, Sylvester Stallone o Jean-Claude Van Damme pero también abordaron otros géneros dirigidos por realizadores influyentes como John Cassavetes, Jean-Luc Godard, Tobe Hooper, Franco Zeffirelli o Andréi Konchalovski.

## Historia
Desde su fundación en 1967 hasta su disolución en 1994 Cannon pasó por diferentes etapas.

### 1967-1979: Comienzos
El 23 de octubre de 1967 Cannon Films se fundó como productora cinematográfica. Dennis Friedland y Chris Dewey, veinteañeros estudiantes de cine, fueron los impulsores de las primeras películas que conocería esta empresa. Sus primeras cintas como Inga o Kvinnolek, ambas dirigidas en 1968 por Joseph W. Sarno, tenían tintes pornográficos y se encuadran dentro del cine de explotación sexual también conocido como exploit.

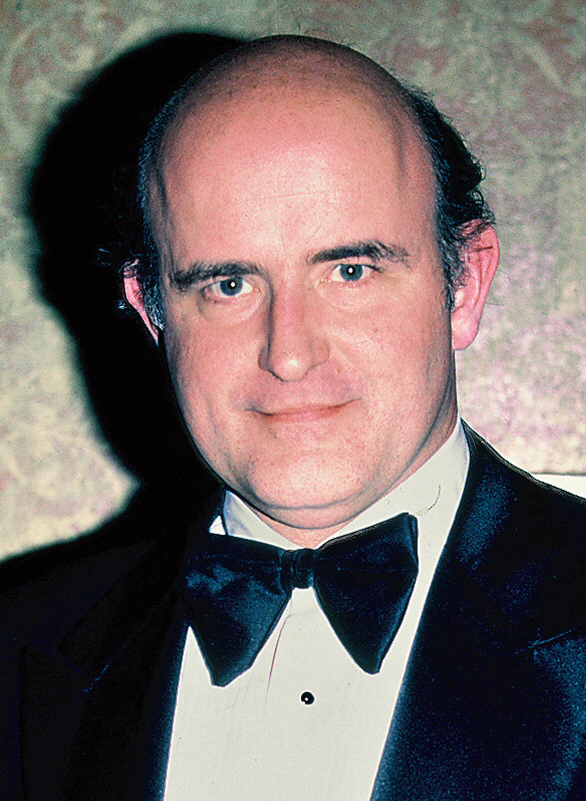
Peter Boyle, protagonista de Joe, Ciudadano Americano, una de las cintas más destacadas de la primera etapa de Cannon Films.

A lo largo de la década de 1970 Cannon Films había producido 49 películas que se caracterizaban por su bajo presupuesto invirtiendo alrededor de 300.000 dólares en cada proyecto. Una de las más destacadas fue Joe, Ciudadano Americano (1970), protagonizada por Peter Boyle, cuyo guion obtuvo una nominación a los Premios Óscar 1971. Sin embargo, al finalizar la década, la compañía atravesó graves problemas financieros por las nuevas leyes de producción aprobadas y el escaso éxito de sus filmaciones. Ello motivó a Friedland y Dewey a vender la compañía que fue adquirida por Menahem Golan y Yoram Globus.

### 1979-1989: Era de Menahem Golan y Yoram Globus

#### 1979-1985: Primera etapa - Inicio y expansión internacional
Menahem Golan era un destacado director y productor israelí considerado el padre fundador de la cinematografía de su país. Con una personalidad apasionada a lo largo de su trayectoria realizó infinidad de proyectos que se caracterizaron por la transgresión y una mezcla de locura y perseverancia. Tras la nominación al Óscar por la comedia Sallah Shabati (1964), con la productora Noah Films, Golam decidió realizar una película tipo Hollywood con estrellas americanas como George Sanders, una ayuda de 75.000 dólares y con un presupuesto de un millón, Trunk To Cairo (1965), que fue un fracaso comercial. Así pues, casi en la ruina, Golan obtuvo ayuda de Yoram Globus, uno de sus primos pequeños, quien decidió darle todo su dinero del Bar Mitzvá y se convirtieron en socios 50/50. A partir de ahí comenzaron a hacer una cantidad masiva de películas y a ser inseparables el uno del otro.

"Era natural que hicieran Mivtsa Yonatan (Operación Relámpago, 1977) porque tenían Israel a sus pies. Mehanem y Yoram eran los reyes de Hollywood en Israel. Tenían al ejército. No era de los que se codeaban con la gente sino de los que hacía el trabajo".
Sybil Danning (Electric Boogaloo - La loca historia de Cannon Films, 2014 )

A lo largo de los años 1970 Golan dirigió y produjo varias películas con diversos resultados comerciales como Lupo! (1970) o Diamonds (1976). Sin embargo con Lemon Popsicle (1978), una película de explotación que incluía escenas de desnudo y de actos eróticos dirigida por Boaz Davidson, tuvo un gran éxito comercial que propiciaron varias secuelas debido a su éxito comercial en Israel. Davidson y Globus alababan la cinta en las fiestas gritando a los invitados: "¡Lemon Popsicle! ¡Qué película! ¡Qué película!". Aunque intentaron venderla internacionalmente en Milán no encontraron distribuidores internacionales y las críticas profesionales no fueron positivas. En Estados Unidos, pese a su nominación como mejor película extranjera en los Globos de Oro de 1978, no tuvo buena acogida comercial debido a las diferencias culturales en las partes cómicas y a su pésima calidad cinematográfica.

"Primera entrega de una inacabable serie de comedias israelitas, centradas en las obsesiones y primeras experiencias sexuales de un grupo de adolescentes durante los 50. Al margen del exotismo de su ubicación geográfica e histórica, su interés es nulo, limitándose a explotar una serie de chistes de gusto más que dudoso"
Redacción Fotogramas (29/05/2008) 

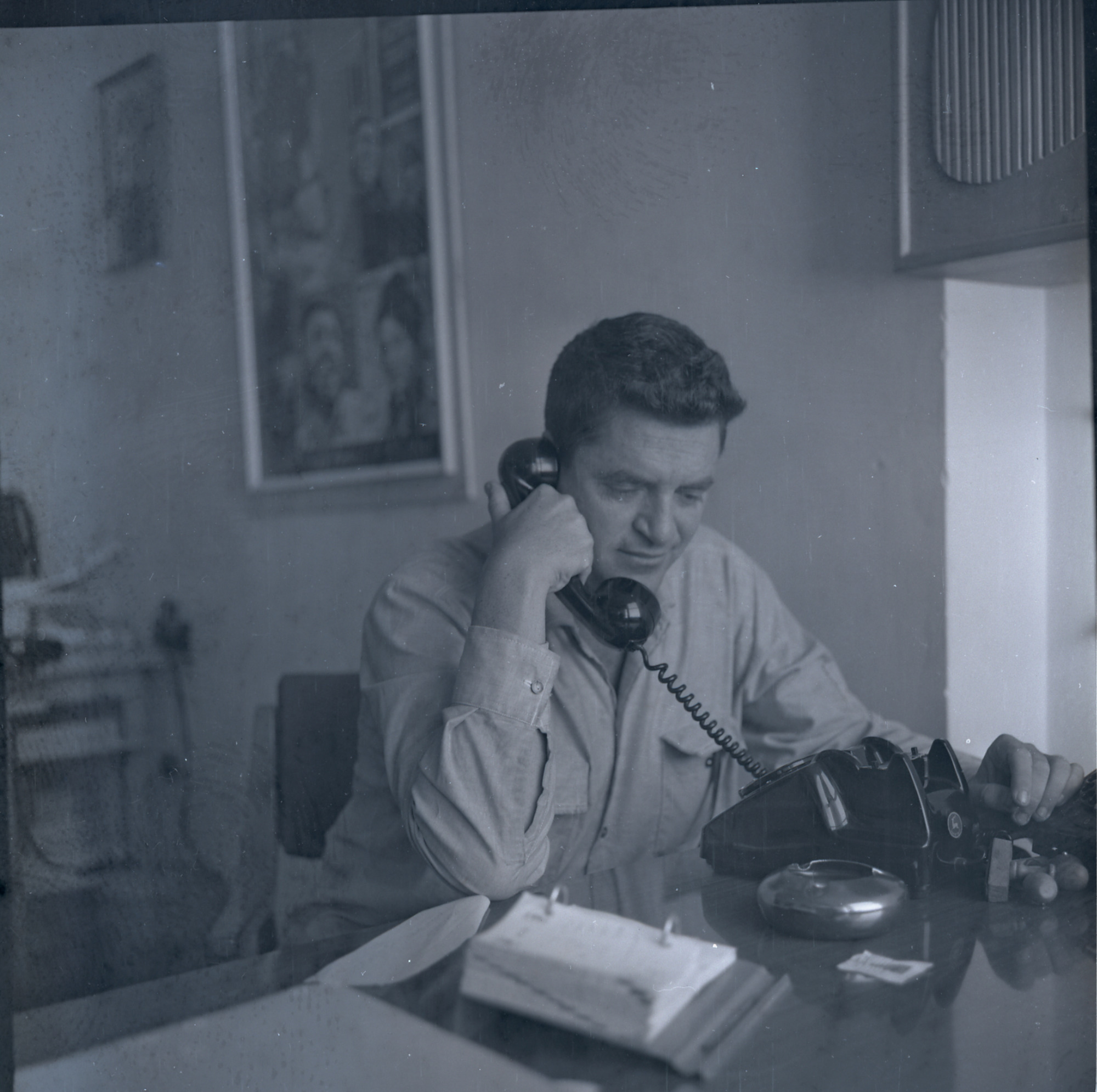
El director y productor Menahem Golan

A finales de la década de los 70 los primos israelíes se hicieron con una Cannon Films en quiebra por 500.000 dólares. En esa época era ilegal sacar dinero de Israel así que viajaron a Estados Unidos con 500 dólares en efectivo para establecerse en el país. Golan y Globus se hicieron dueños de la compañía y comenzaron a producir películas de corte B similares a las que ya habían realizado y producido en Israel para seguir su camino en el cine con el sueño de convertir Cannon Films en una gran compañía. Uno de sus primeros proyectos fue la película musical The Apple (1980), dirigida por Golan, en la que pusieron muchas esperanzas debido a sus novedosas canciones y letras o el uso del color. Sin embargo la recepción comercial fue muy mala, las críticas profesionales muy negativas y el público abandonaba la sala durante la proyección. "Ese fue nuestro mayor fiasco" comentó Yoram.

"Posiblemente... no, probablemente... no, definitivamente... la peor película rock de todos los tiempos"
Richard Harrington (The Washington Post) (24 de noviembre de 1980)

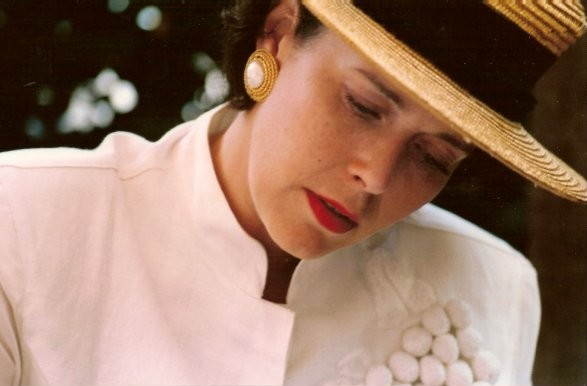
La actriz y modelo Sylvia Kristel

Cannon Films se especializó en la realización de películas económicas que sirvieran para completar la programación de los cines que proyectaban varias cintas de forma continua. Por ello las primeras producciones de esta etapa, y una de las señas de identidad de la compañía, se basaban en películas de presupuesto reducido, con una historia que contar y alguna estrella de renombre. Serían los casos de las cintas eróticas protagonizadas por Sylvia Kristel El amante de Lady Chatterley (1981), basada en la novela de D. H. Lawrence y dirigida por Just Jaeckin , y Mata Hari (1985) o la cinta de terror familiar House of the Long Shadows (1983) con un elenco encabezado por Vincent Price, Peter Cushing y Christopher Lee.

"Cannon tenía muy mala fama en Hollywood, de sucios y rastreros. Y lo éramos"
Christopher Pierce, vicepresidente de Cannon (Electric Boogaloo - La loca historia de Cannon Films, 2014 )

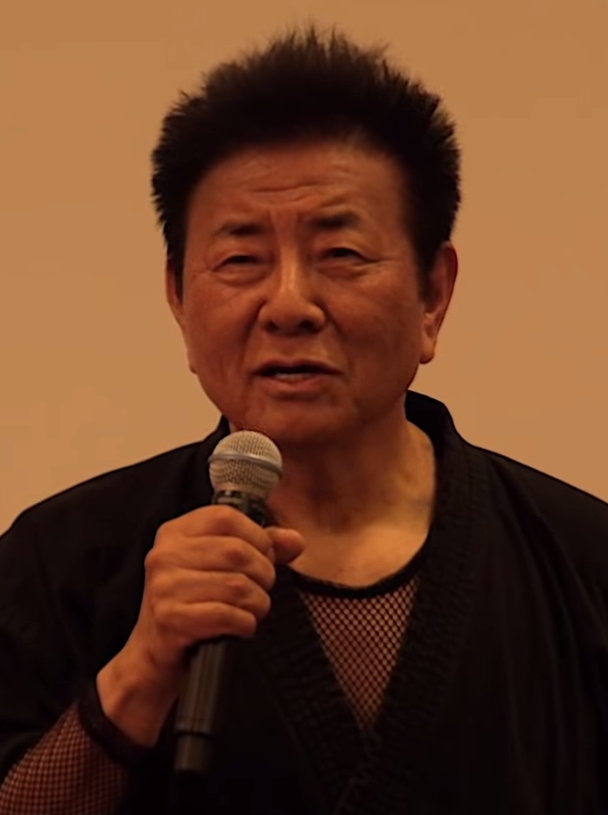
El actor Sho Kosugi

El considerado primer éxito comercial y que sirvió para asentar la compañía fue la película de acción Enter the ninja (1981), cinta que abrió la puerta a una trilogía de ninjas de serie B protagonizadas por el actor japonés Sho Kosugi, en las que participaron actores como Franco Nero o Lucinda Dickey.

"Antes de Menahem ni yo, ni estoy convencido que millones de personas, habíamos oído la palabra "ninja". Cogía un título de Bruce Lee y encargó a un director que hiciera la película. Despidió al ninja principal. Contrató a Franco Nero, que no tenía aspecto de ninja. Fue un gran éxito. Y fue Menahem el que lo consiguió".
Boaz Davidson (Electric Boogaloo - La loca historia de Cannon Films, 2014 )

En 1982 Boaz Davidson realiza una adaptación de su famosa película israelí Lemon Popsicle (1978), titulada The Last American Virgin, con mínimos cambios pero incluyendo una banda sonora con canciones de grupos como Devo, The Police, U2, REO Speedwagon o KC and the Sunshine Band. Su escasa adaptación a la idiosincrasia estadounidente penalizaron su recorrido comercial.

"Cuando recibí el guion pensé "¿de qué va esta película?". Tiene dos tonos totalmente diferentes. Por un lado estaba el aspecto erótico y por otro era una preciosa historia de amor. Abarcaba muchos temas polémicos como el aborto, la prostitución, las enfermedades venéreas, la cocaína y estudiantes de instituto haciendo locuras".
Diane Franklin (Electric Boogaloo - La loca historia de Cannon Films, 2014 )

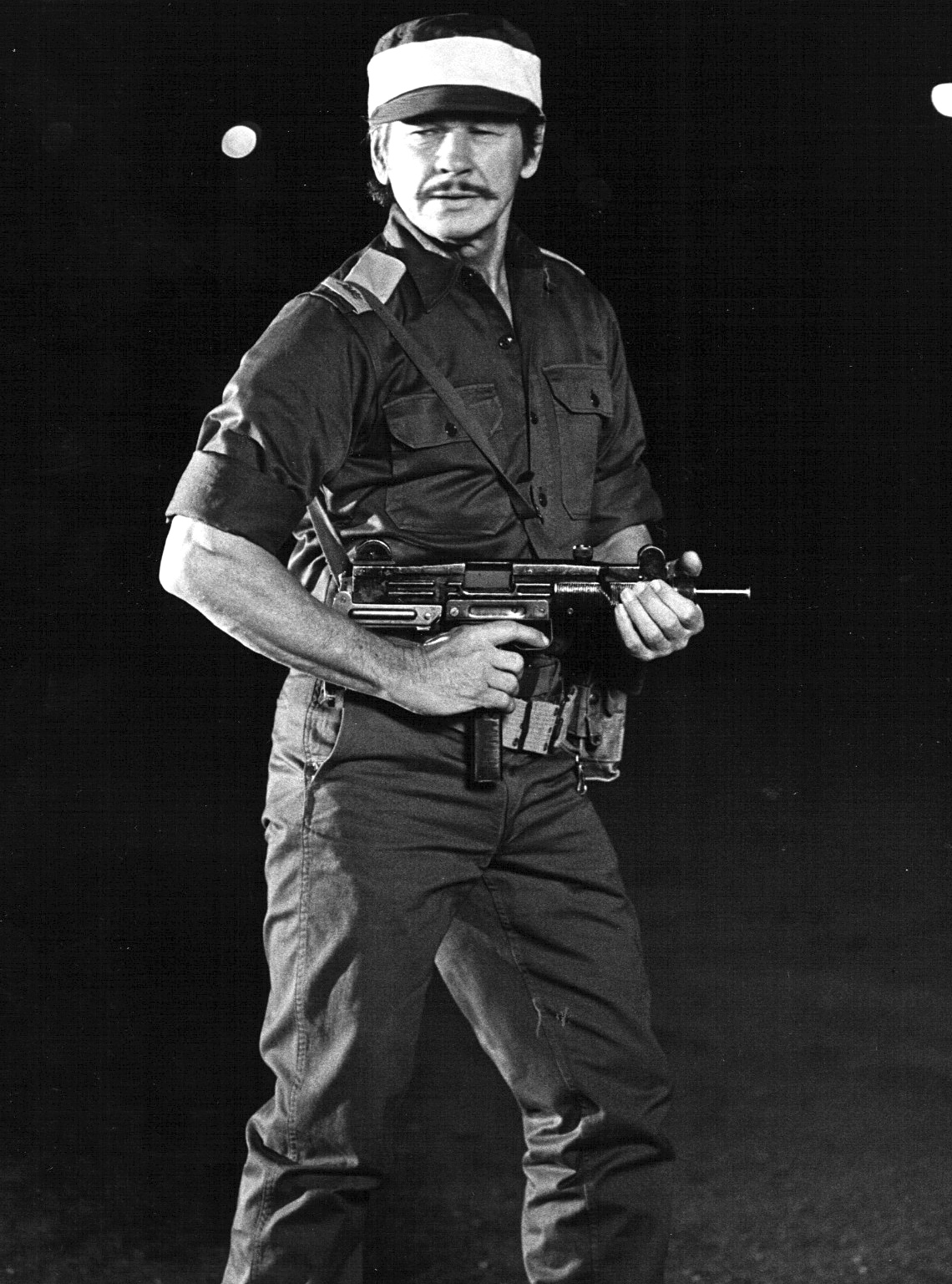
El actor Charles Bronson

Mejor acogida obtuvo la continuación de la película dirigida por Michael Winner y protagonizada por Charles Bronson Death Wish 2 (1982), cuya primera parte Death Wish (1974) está considerada una película de culto en el género de acción. A raíz de su popularidad Bronson se convirtió en uno de los iconos de la compañía y a lo largo de los años encarnaría en tres ocasiones más el personaje de Paul Kersey.

"Me disgustó la cantidad de violencia mezclada con sexo. Se convirtió en un tipo de película en la que yo no quería participar. Los críticos fueron muy claros con respecto al horror que les había causado la película".
Robin Sherwood (Electric Boogaloo - La loca historia de Cannon Films, 2014 )

Poco tiempo después también rodaron la secuela de The Exterminator (1980), titulada Exterminator 2 (1984) en el que un veterano de la guerra de Vietnam lucha contra la delincuencia de Nueva York ocultándose tras un casco de soldador y usando un lanzallamas como arma. 
Pero no solo produjeron películas que abordaban este tipo de temas si no que con largometrajes como Breakin’ (1984), protagonizada por Lucinda Dickey, Adolfo Quiñones y Michael Chambers, abrieron el género de películas de breakdance. La cinta, con un presupuesto de 1 millón de dólares y una recaudación que superó los 56 millones, compitió con Beat Street dirigida por Stan Lathan, teniendo mucho más éxito y consolidándose como uno de los éxitos más taquilleros de la compañía. Inmediatamente decidieron realizar una secuela: Breakin’ 2: Electric Boogaloo (1984) con el mismo elenco pero sin la autenticidad de la narrativa argumental que poseía la primera.

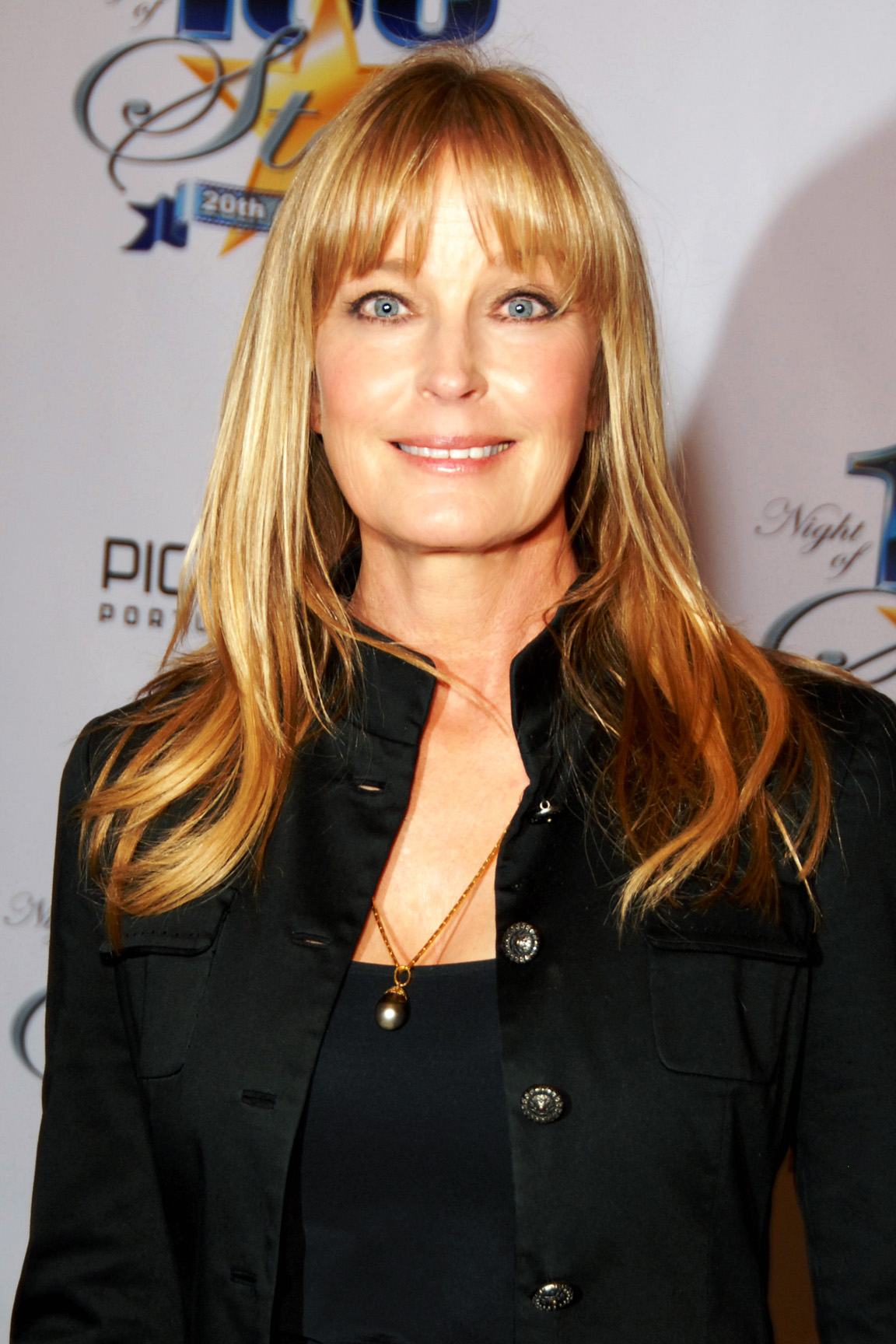
La actriz Bo Derek

En ese mismo año también produjeron Bolero (1984), una cinta erótica de corte dramático inspirada en las películas románticas de toreros como Sangre y arena (1941) de Tyrone Power y Rita Hayworth, dirigida por John Derek e interpretada por Bo Derek, Andrea Occhipinti y George Kennedy. Tras una controversia entre los Derek y la productora, debido a las altas dosis de erotismo presentes en la cinta que a punto estuvo de ser calificada como cine X o la apropiación de fotografías que Bo Derek guardaba en su equipaje, Frank Yablans director general de Metro-Goldwyn-Mayer anunció la no renovación del acuerdo de distribución de las películas de Cannon Films que firmaron en 1983 debido a la escasa calidad de las cintas.

"Eran unos malhechores que no tenían escrúpulos. Era una locura. Era indignante. Y la película era demasiado sexy. ¿Qué le íbamos a hacer?. ¡Pobre Cannon Films, somos una buena compañía y los Derek intentan arruinar nuestra reputación!. Manipulaban a la prensa a nuestra costa".
Bo Derek (Electric Boogaloo - La loca historia de Cannon Films, 2014 )

Algunos ejemplos de otro tipo de temáticas abordadas por Cannon Films fueron Hercules (1983), una actualización en clave de aventuras del mito griego dirigida por Luigi Cozzi e interpretada por Lou Ferrigno en el rol principal. Lifeforce (1985), película de culto y una de las que tuvo el presupuesto más alto realizado hasta entonces por la productora, dirigida por Tobe Hooper que mezclaba los géneros de terror, vampiros y space opera. The Barbarians (1987) cinta de ciencia ficción dirigida por Ruggero Deodato.

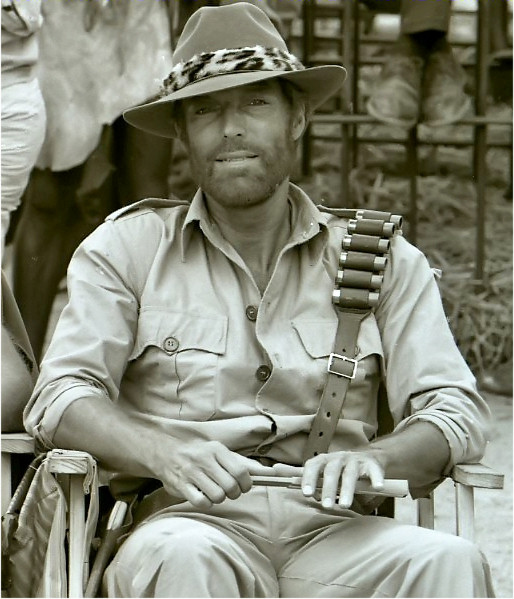
Richard Chamberlain encarnando el papel de Allan Quatermain

La adaptación de dos novelas escritas por H. Rider Haggard, protagonizadas por Richard Chamberlain encarnando a Allan Quatermain y Sharon Stone, King Solomon's Mines (1985), dirigida por J. Lee Thompson y Allan Quatermain and the Lost City of Gold (1986), dirigida por Gary Nelson, son sendas cintas de aventuras con una temática similar a la franquicia de Indiana Jones. 

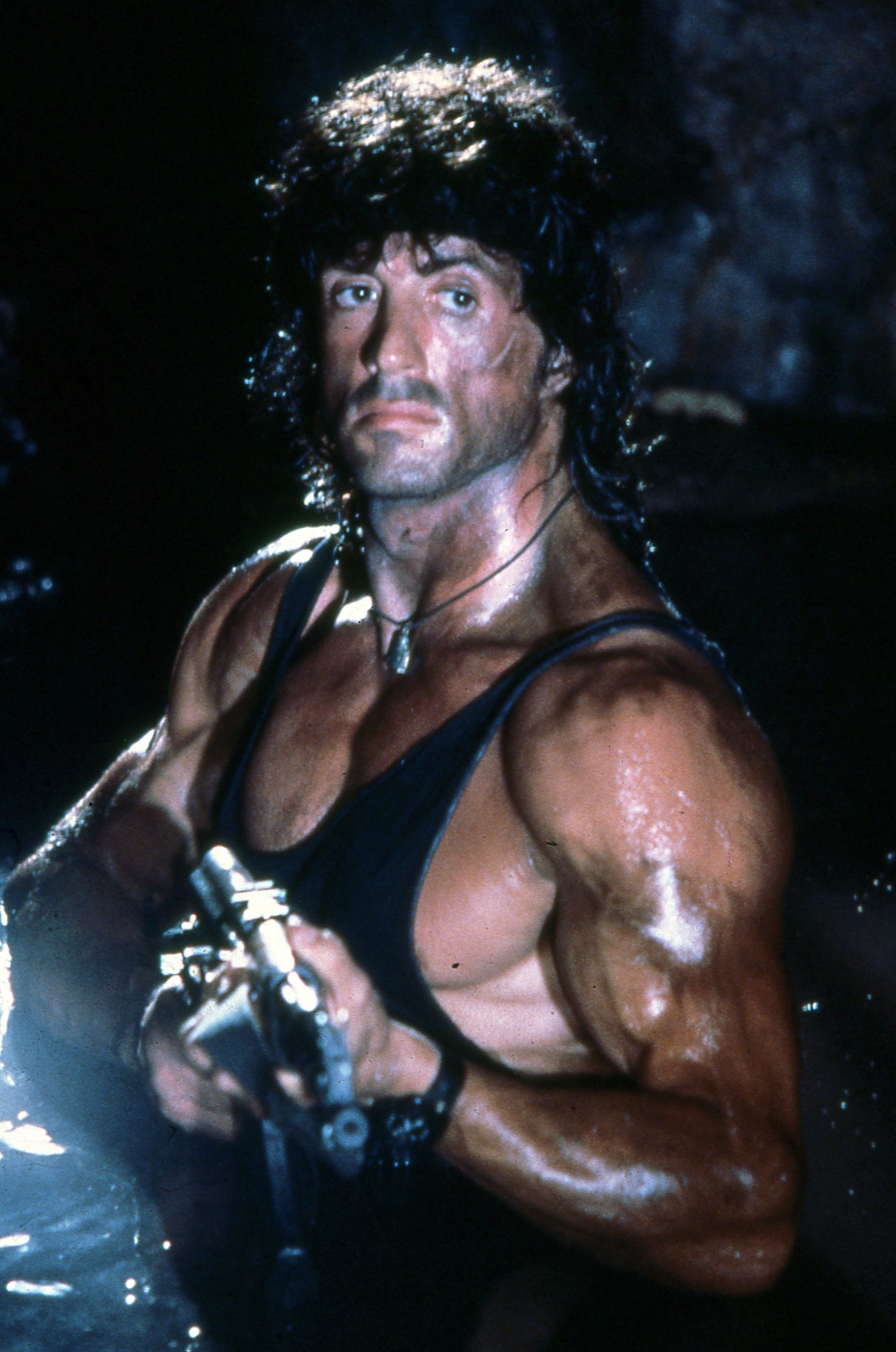
Sylvester Stallone en Rambo.

Otro de sus éxitos más conocidos fue Cobra (1986) con Sylvester Stallone en el papel principal.

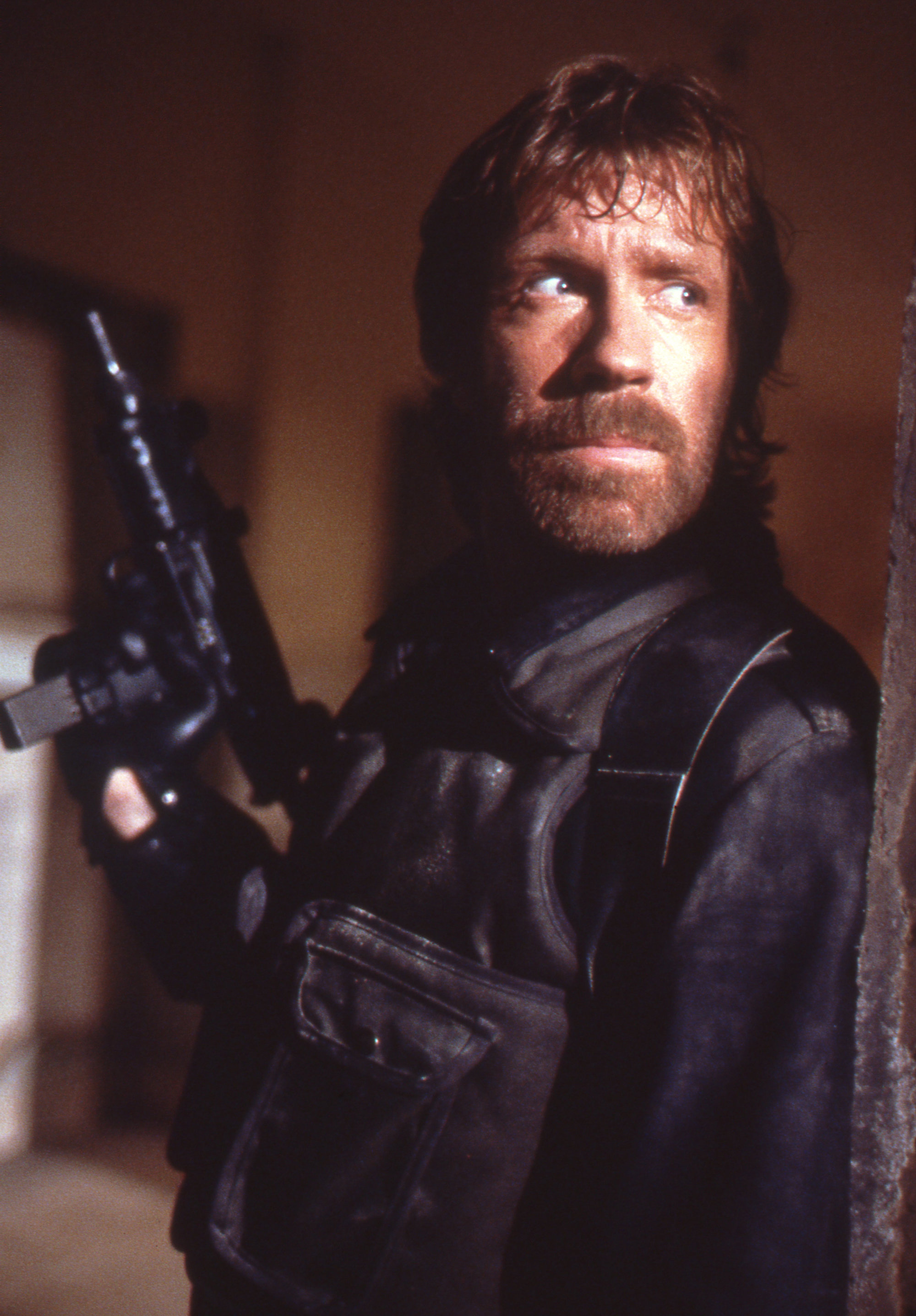
El actor Chuck Norris en la película The Delta Force (1986)

Chuck Norris, encarnando al coronel Braddock en Missing in Action (1984) dirigida por Joseph Zito, obtuvo un gran éxito. La cinta no estuvo exenta de polémica al estar estrechamente relacionada con Rambo y su secuela Rambo: First Blood Part II por lo que Golan y Globus compensaron económicamente a James Cameron por haberse inspirado para realizarla. Convertido en uno de los iconos de la compañía Norris firmaría un contrato para realizar cinco películas por 5 millones de dólares. Volvería a encarnar al coronel Braddock en Missing in Action 2; The Beginnin (1985), rodada en Filipinas y dirigida por Lance Hool, pero al terminarla decidieron que la segunda era mejor película que la primera por lo que la estrenaron antes que la dirigida por Zito. Con Braddock: Missing in Action 3 (1988), dirigida por Aaron Norris, se completó la exitosa trilogía. Algunos actores, como Chuck Norris o Michael Dudikoff, afirman que cuando ves una película de Cannon Films es como un sentimiento de liberación y de relajación, ya que ves todo lo que quieres ver en una película (escenas eróticas, chicas, violencia, armas…) y, además, eres capaz de olvidarte de los problemas que tuviste en ese mismo día. ‘’Esperas que gane el tipo bueno y que pierdan los malos’’ dice Michael Dudikoff.

"Recibí una llamada inesperada de Chuck Norris. Ya estaba bien establecido en el cine de las artes marciales, en las películas de kárate. Le dije a Menahem que pensaba que era la persona adecuada y el me dijo "ah, pero no sabe actuar". Le respondí "le enseñaremos a actuar". Queríamos incluir todas sus habilidades".
Lance Hool (Electric Boogaloo - La loca historia de Cannon Films, 2014 )

En el festival de Cannes decidieron gastarse la mayoría del dinero de producción en productos de marketing como carteles, publicidad de las películas… con el fin de darse a conocer más aún. Allí se realizaron numerosas preventas de películas de las cuales se conocían solo el guion. Así consiguieron realizar la primera película de preventa y con su recaudación, y la financiación del banco de Slavenburg de los Países Bajos, la segunda. Eran expertos en las finanzas, ya que se dedicaban a vender y luego a producir lo que habían vendido. No lo habían rodado aún y ya lo habían vendido. Así funcionaba su cine. Sin embargo, Gene Siskel y Roger Ebert eran críticos con esto, así dijeron que no habían hecho una sola película buena, solo que eran muy buenos vendedores. Les consideraban dos de los mejores en los negocios del cine. Sin embargo, pronto se destapó que el mismo banco blanqueaba dinero del crimen organizado, drogas y el hampa.
En el año 1985 Cannon produjo una película que obtuvo nominaciones y premios de importancia: Runaway Train, drama dirigido por Andréi Konchalowski y basado en un guion de Akira Kurosawa, Djordje Milicevic, Paul Zindel y Edward Bunker, se alzó con tres nominaciones en los Premios Óscar (a mejor actor principal, mejor actor secundario y mejor montaje), otra a la Palma de Oro de Cannes y dos nominaciones en los Globo de Oro. Jon Voight obtuvo el Globo de Oro a mejor actor dramático por el papel donde encarnaba a Manny, un prisionero fugado de Alaska que escapa junto a otro convicto (Eric Roberts) y una trabajadora ferroviaria (Rebecca De Mornay) a bordo de un tren sin frenos y sin conductor.
Poco tiempo después Menahem Golan conoció al director Jean-Luc Godard, una de las figuras más importantes de la Nouvelle vague. Con la intención de seguir produciendo películas que otorgaran mayor prestigio al estudio Golan firmó con Godard un contrato en una servilleta para la realización de una película. Todos le aconsejaron firmar algo más que una servilleta pero, movido por sus impulsos, Golan afirmó que podía confiar en él. Sin embargo el resultado no fue el esperado: El rey Lear, la obra clásica de Shakespeare, fue adaptada en un tono apocalíptico trasladado a los tiempos de la cultura punk que fue mal acogida por la crítica y por el público.
Al final de este etapa Cannon firmaron un acuerdo con la productora española C. B. Films para la distribución de sus películas. Esta era una productora que había sido una de las distribuidoras de referencia en las décadas de 1950, 1960 y 1970 pero, por problemas financieros, habían caído en la producción de películas de serie B. De una marcada ideología conservadora C. B. Films eran los distribuidores españoles de las películas de la norteamericana United Artists (fundada en 1919 por Charles Chaplin, Douglas Fairbanks, D. W. Griffith y Mary Pickford) y en su catálogo también se incluyeron, además de cine español, las primeras películas de James Bond o las comedias de Blake Edwards como La pantera Rosa (1963) y El guateque (1968). Sin embargo tras la absorción de United Artists en los años 1980 por MGM C.B. Films se quedó sin sus películas así que comenzaron una búsqueda de títulos con los que mantener sus oficinas y su red comercial en España hasta que apareció Cannon Films con malos resultados. Poco después dejaron de invertir en la realización de películas y, tras la disolución de Cannon, encontraron la solución en la distribución de películas aunque chocaran con su ideario. Una de las últimas películas que distribuyó C. B. Films fue la obra póstuma de Pier Paolo Pasolini Saló o los 120 días de Sodoma (1975) que se estrenó sin exhibir ni tan siquiera su logo ya que no querían su publicidad.

#### 1986-1989: Segunda etapa - Crisis y separación de Golan - Globus
Un año más tarde, en el Festival de Cannes de 1986, Menahem Golan estaba rodeado de actores, directores y demás personajes del equipo que había trabajado en sus películas dispuestos a asistir al espectáculo y a ganar alguno de los premios. También consiguió firmar un contrato con Sylvester Stallone, en aquel entonces en uno de los mejores momentos de su trayectoria profesional tras las sagas Rocky y Rambo, para que trabajara con él para una de sus películas, Over the Top, por unos 10 millones de dólares. Así la Cannon había conseguido su propio elenco de actores para sus películas.
Solo en el año 1986 Cannon consiguieron realizar 43 películas. Robotech: The Movie fue una de estas, que tras una revisión por Menahem antes de estrenarse decidió que no era lo suficientemente buena y le advirtió al director de la cinta Carl Macek, el cual repudió la segunda versión, para que la cambiase debido a su parecido casi exacto con Megazone 23 y The Super Dimension Cavalry Southern Cross. Tras el estreno en Texas decidió no sacarla a la luz en más partes del mundo por su escaso éxito en taquilla a pesar de las palabras de Golen: ¡Eso es una película de Cannon!
Poco tiempo después adquirieron el catálogo de películas de la EMI por 270 millones de dólares. Pero todo este glamour y lujos tenía una parte no tan maravillosa, la esposa de Golan, ya con las maletas hechas, decidió abandonarle y dejarle solo en los Estados Unidos porque quería dejar toda esa vida de lujos y volver a Israel a toda costa.
Un año más tarde recibirían el Oscar 1987 y el Globo de Oro a la Mejor Película de Lengua Extranjera por The Assault. Dirigida por Fons Rademakers este drama histórico aborda la trama de un médico holandés atormentado por los recuerdos de la infancia de la Segunda Guerra Mundial, mientras lucha por encontrar la paz mientras pasa su vida buscando respuestas. Sin embargo la reputación de la compañía no mejoró ya que, en la época, seguía considerándose como una empresa que se burlaba del séptimo arte debido a la pésima calidad de sus producciones y las altas expectativas. Por ejemplo, Masters of the Universe (1987), dirigida por Gary Goddard con Dolph Lundgren como protagonista, fue apodado como la Star Wars de los 80 o haciendo también una nueva secuela de Superman: The Movie, Super-man IV: The Quest for Peace, un fracaso estrepitoso.
A partir de este momento, comenzaron a comprar salas y cadenas de cine (49 pantallas en los Países Bajos del Tuschinski Theatres, 53 pantallas del Cannon Cinema de Italia y 425 pantallas de los teatros de la Commonwealth en los Estados Unidos) con las que asumieron una deuda de unos 50-60 millones de dólares aproximadamente.

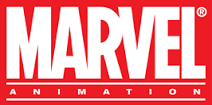
Logotipo de Marvel

La Cannon pagó 225.000 dólares a Marvel Comics con el fin de realizar una película sobre el hombre araña, una versión dirigida por Tobe Hooper (La matanza de Texas) y guionizada por Leslie Stevens (The Outer Limits) muy similar a La mosca (1986) de David Cronenberg. Este Spider-Man conseguía superpoderes después de que el Doctor Zork, el científico villano, lo transformara en una araña de ocho brazos debido a un bombardeo de radiación. Sin embargo, el propio Stan Lee dijo a la productora que pararan el proyecto, ya que se trataba de una película que no reflejaba a su Spider-Man . 
Entonces, decidieron replantear el proyecto junto a Ted Newsom y John Brancato. Con esta nueva idea querían reflejar a Otto Octavius como el que tiene la reacción, en vez del propio superhéroe, para así conseguir la quinta fuerza y sus numerosos brazos.
Su presupuesto rondaba los 20 millones de dólares, pero debido a los fracasos de la secuela que realizaron de Superman y a Masters of the Universe, bajó a 10 millones, por lo que abandonaron el proyecto habiendo gastado ya un millón y medio en la preproducción.
Como curiosidad, se trataba de conseguir un elenco importante pese al poco presupuesto: Tom Cruise como Peter Parker, Bob Hoskins como Doctor Octopus, Christopher Lee como otro científico, Lauren Bacall o Katharine Hepburn como tía May y Stan Lee para un papel secundario, no un simple cameo como en las películas de Sam Raimi.

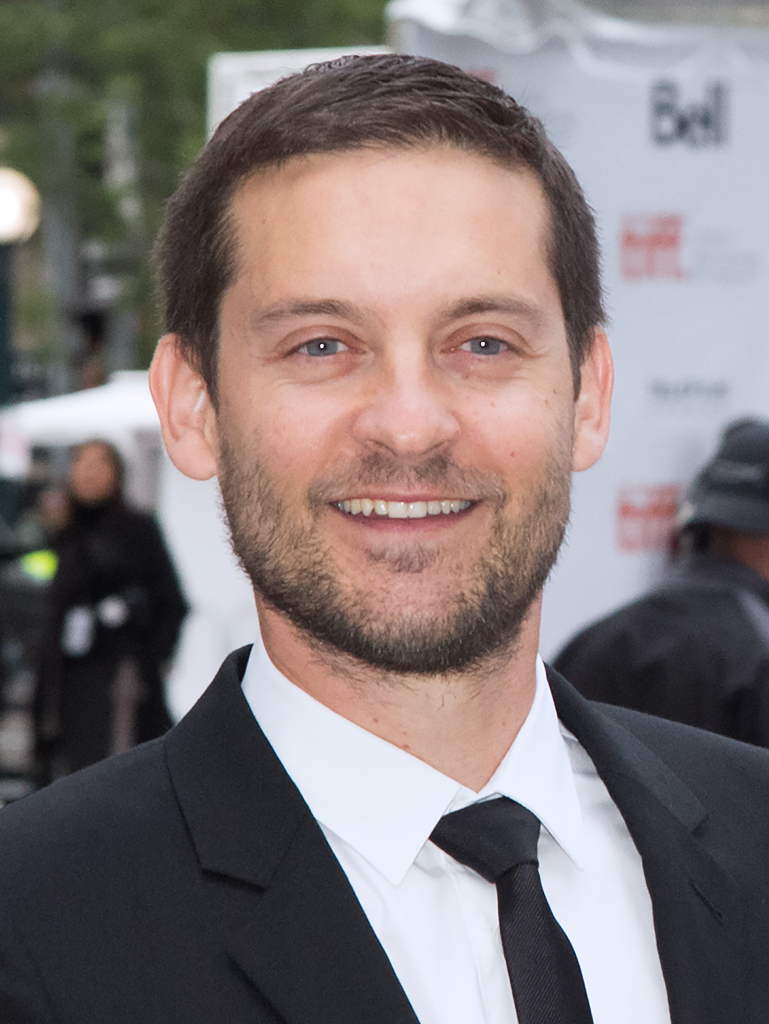
Tobey Maguire, actor que interpretó al hombre araña en Spider-Man (2002) de Sam Raimi

Scott Leva, candidato para ser el protagonista de la cinta, dijo: Tod Newsom y John Brancato habían escrito el guion. Estaba bien, pero necesitaba un poco de trabajo. Desafortunadamente, con cada subsiguiente reescritura de otros escritores, pasó de bueno a malo y de malo a terrible.
Hubo un momento en el que las revistas decidían ponerles en sus portadas, por lo que lograron aún más popularidad. A partir de este momento les llamaban Go-Go Boys. Decidieron gastarse mucho dinero en producciones grandes, pero todas estas fallaron y sus acciones bajaron de 45’50 dólares por acción a cotizar 4,75 dólares por acción.
Una noche que fue a cenar a un restaurante con su mujer, un camarero se le acercó y le reconoció. Acto seguido le lanzó una patada que pasó por encima de su cabeza. Inmediatamente Golan le dijo que se pasara al día siguiente por su oficina para ofrecer un papel en alguna de sus películas. Ese camarero sería el mismísimo Jean Claude Van Damme. Sin embargo, tras realizarle una prueba y ver que realmente solo tenía músculos y no sabía actuar le rechazó. Van Dam dolido le suplicó hasta que le ofreció uno de sus papeles: Bloodsport. ¿Quieres ser una estrella de cine? Yo te convertiré en una estrella de cine le dijo Golan.
A finales de la década de los 80, en 1987, vendió sus 2.000 cintas de la biblioteca británica por 85 millones de dólares a la empresa Weintraub Entertainment Group y decidió dejar de lado a la empresa HBO.
Además, compraron varias salas de cine en el Reino Unido al conocer que eran más populares allí que en los propios Estados Unidos. También fundaron su distribución por Videoblog con Columbia House Europe.
Poco después, la productora fue comprada por Pathé Communications, controlada por Giancarlo Parretti, debido al acercamiento a la quiebra que pasaba la empresa por tener fracasos como Superman IV (con la que se rebajó el presupuesto de 36 millones de dólares a unos 17 millones), Masters of the Universe, etc. Una financiación de 250 millones consiguió hacer desaparecer la deuda que encaminaba a la Cannon Films a su desaparición. Sin embargo, Golan, en el año 1989, decidió abandonar la productora tras distintas discusiones con Parretti y fundar 21st Century Film Corporation para comenzar un nuevo camino dentro del arte. La última película producida conjuntamente fue Cyborg con Jean-Claude Van Damme y, además, como indemnización Pathé le concedió los derechos de Spider-Man y Capitán América. La película del supersoldado sería realizada en 1990, su primera adaptación a la gran pantalla, de la mano de Albert Pyun, el director de Cyborg, el cual escribió el guion pensando en Chuck Norris y la Cannon Films.
‘’Se llegaron a construir algunos escenarios y a diseñar algunos vestuarios para ese Spider-Man y para Masters del Universo II, que estuvo a punto de dirigir Albert Pyun casi simultáneamente. Pero cuando fueron cancelados ambos proyectos, se reutilizaron esos elementos para la película Cyborg, aunque argumentalmente no tuviera nada que ver. Capitán América fue producida por Menahem Golan cuando se fue de la Cannon y fundó 21st Century Film Corporation, precisamente con Albert Pyun al mando. Apenas tenían presupuesto tampoco esta vez, pero al igual que hizo Roger Corman con una adaptación de Los 4 Fantásticos que casi nadie ha podido ver, Golan produjo la película a tiempo para no perder los derechos. Pero resultó un fracaso en taquilla’’, comentó Applehead Teams a RTVE.

### 1990-1994: Relanzamiento y disolución
En 1990, tras la fusión de la Metro-Goldwyn-Mayer y Pathé, nombraron a Globus como presidente provisional hasta que el veterano Ovidio G. Assonitis ocupó dicho cargo de 1990 a 1991. Sin embargo, tras la fusión, la Cannon decidió separarse de Pathé para ser dirigida por Christopher Pearce de 1991 a 1994. Así estrenó A Man Called Sarge, American Ninja 4: The Annihilation, No Place Hide…
Por otro lado, Parretti fue echado de su cargo y de la propia Pathé debido a manipulación de pruebas cuando se presentó para controlar la productora, así que decidió huir del país. Aunque en 1997 fue condenado por la Corte Superior de California a pagar 1.480 millones de dólares a Credit Lyonnais, banco propietario de la MGM-Pathé y arrestado en 1999 por fraude y extradición a los Estados Unidos. Fue puesto en libertad en Orvieto, Roma, y obligado a ir a comisaría tres veces cada semana.
En 1994, la Cannon estrenó su última película, Hellbound. Globus y Pearce trabajaron en la 21st Century hasta su desaparición en 1996.

## Legado
Durante su etapa de mayor proyección las películas de Cannon Films, en general pese a haber realizado otras temáticas con directores prestigiosos, se calificaron por parte de algunos críticos con el nombre de schlock-filmer aunque para otros, simplemente, eran películas de poca calidad, mucha acción y tiroteos y un bajo presupuesto. Sus películas más conocidas estaban repletas de escenas explícitas, desnudos en exceso, sangre, gore y escenas de explosiones brutales y un tono gracioso, loco y caricaturesco.

"Cuando veo Miramax siempre pienso que eso es a lo que ellos aspiraban cuando ellos llegaron a Estados Unidos".
Bo Derek (Electric Boogaloo - La loca historia de Cannon Films)

En una entrevista a Menahem Golan le preguntaron si se había planteado realizar alguna película con un presupuesto de 30 millones de dólares pero él respondió rotundamente que no, si bien es cierto que en su última etapa en Cannon Films hubo algunos proyectos en que se invirtieron grandes presupuestos como en Superman IV. Tras su salida de Cannon Group Golan no dejó de producir y dirigir películas hasta su fallecimiento el 8 de agosto del año 2014.

"Puedo hacer 30 películas con ese dinero (30 millones de dólares). No sabría qué hacer con ese dinero. Me sentiría como un criminal gastando todo ese dinero en una sola película".
Menahem Golan (Electric Boogaloo - La loca historia de Cannon Films)

Yoram Globus, tras la disolución de Cannon Group, se convirtió en el presidente de Globus Max, es propietario de salas de cine y un total de 140 pantallas en su país natal Israel.

"Creo que fueron víctimas del esnobismo. Creo que fueron marginados porque no usaban los métodos adecuados".
Stephen Tolkin (Electric Boogaloo - La loca historia de Cannon Films)

La mayor parte del catálogo de Cannon Films es propiedad de Metro-Goldwyn-Mayer y de Warner Bros (Cobra, Masters of the Universe, Superman IV…). Por su parte los derechos digitales y los de comercialización para televisión son propiedad de ViaComCBS Domestic Media Networks propiedad de Paramount Television Studios.

"Siempre estaba el tema de los tejemanejes. Y esos tejemanejes no estaban bien vistos. Eran israelíes y estaban definidos por su cultura".
Pieter Jan Brugge (Electric Boogaloo - La loca historia de Cannon Films)

Richard Albiston, un joven productor que ya había trabajado junto con Menahem Golan en la preproducción de la película Allan Quatermain and the Jewel of the East (2014), intentó en 2016 relanzar el nombre de Cannon Films priorizando los aspectos que hicieron grande a la productora cinematográfica. Bajo el nombre Cannon Films LTD. Albiston anunció la realización de nuevas películas de tono y temática similar a las más célebres realizadas por Golan-Globus pero sin vinculación con el catálogo realizado por Cannon Films. Se anunciaron títulos como American Ninja Apprentice, Writer's Block, The Leopard Hunts at Midnight, Zombi! They Live!, Daniel Farson's Curse, U.S. Sniper o Return of the Delta Force pero hasta 2022 no se han concretado ninguno de los proyectos.
A partir de esta productora, y a raíz de otros ejemplos como es Rocky (1976) de Sylvester Stallone o La Noche de los Muertos Vivientes (1968) de George A. Romero, otros jóvenes cineastas se han puesto manos a la obra para la salida a la luz de algunas jóvenes promesas que han dejado su huella en la cinematografía debido a su escaso presupuesto y a su alta calidad cinematográfica. Algunos de los títulos que podemos citar son Saw (2004), The Full Monty (1997), Lost in traslation (2003), etc.
Harley para El Confidencial afirmó de la Cannon: “Lo único que les interesaba era rodar películas que llegaran al máximo de público posible... No se hablaba de política'' aunque realmente en sus películas norteamericanos blancos de clase media eliminaban sin miramientos a gran cantidad de menores de minorías étnicas.

## Documentales
- Electric boogaloo: The wild, untold story of Cannon Films de RatPac Entertainment,[98] escrito y dirigido por Mark Hartley y producido por Brett Ratner. En este documental, el productor David del Valle dijo: Lo que carecían en gusto lo compensaban en entusiasmo[99]

- The Go-Go Boys: The Inside Story of Cannon Films estrenado en Cannes en 2014. En este documental Golan incluso niega a la entrevistadora que tuvo fracasos. Se lo niega descaradamente y con furia: No hubo ninguno. ¿Quién eres tú? ¿Quién eres tú para sugerir algo así? Si tuve fracasos, los olvidé. Nunca existieron.[100]

## Filmografía
| Título                                                      | Fecha de estreno | Producción                                                       | Dirección                            |
| Take Her by Surprise                                        | 1967             | Somerset Films                                                   | Rudi Dorn, John Gaisford             |
| The Love Rebellion                                          | 1967             | Donald Havens                                                    | Joseph W. Sarno                      |
| Deep Inside                                                 | 1968             | Donald Havens                                                    | Joseph W. Sarno                      |
| The Wicked Die Slow                                         | 1968             | Cannon                                                           | William K. Hennigar                  |
| Inga                                                        | 1968             | Inskafilm Ltd.                                                   | Joseph W. Sarno                      |
| Scratch Harry                                               | 1969             | Christopher C. Dewey                                             | Alex Matter                          |
| To Ingrid, My Love, Lisa                                    | 1969             | Cannon                                                           | Joseph W. Sarno                      |
| Fando and Lis                                               | 1970             | Panic                                                            | Alejandro Jodorowsky                 |
| All Together Now                                            | 1970             | House on 69th Street                                             |                                      |
| The Dreamer                                                 | 1970             | Toda Films                                                       | Dan Wolman                           |
| Joe                                                         | 1970             | David Gil                                                        | John G. Avildsen                     |
| The Beast in the Cellar                                     | 1970             | Tigon British junto a Leander Films Ltd.                         | James Kelley                         |
| South of Hell Mountain                                      | 1971             | Cannon                                                           | Louis Leahman, William Sachs         |
| Jump                                                        | 1971             | Cannon                                                           | Joseph Manduke                       |
| The Blood on Satan's Claw                                   | 1971             | Tigon British/Chilton Film                                       | Piers Haggard                        |
| Guess What We Learned in School Today?                      | 1971             | Cannon                                                           | John G. Avildsen                     |
| Blind Man's Bluff                                           | 1971             | Robert D. Weinbach/Edward Mann                                   | Santos Alcocer, Edward Mann          |
| Maid in Sweden                                              | 1971             | Cannon                                                           | Dan Wolman                           |
| Crucible of Horror                                          | 1971             | Peter Newbrook                                                   | Viktors Ritelis                      |
| Who Killed Mary What's 'Er Name?                            | 1971             | George Manasse                                                   | Ernest Pintoff                       |
| The Young Playmates                                         | 1972             |                                                                  | Val Guest                            |
| Northeast of Seoul                                          | 1972             | Paul C. Ross                                                     | David Lowell Rich                    |
| Winter Comes Early                                          | 1972             | Agincourt International/John F. Bassett                          | George McCowan                       |
| Goodbye Uncle Tom                                           | 1972             | Gualtiero Jacopetti, Franco Prosperi                             | Gualtiero Jacopetti, Franco Prosperi |
| The Limit                                                   | 1972             |                                                                  | Yaphet Kotto                         |
| The No Mercy Man                                            | 1973             |                                                                  | Daniel Vance                         |
| I, Monster                                                  | 1973             | Amicus                                                           | Stephen Weeks                        |
| Au Pair Girls                                               | 1973             | Kenneth Shipman                                                  | Val Guest                            |
| Fist to Fist                                                | 1973             | Jimmy L. Pascual                                                 | Jimmy L. Pascual                     |
| Survival of the Dragon                                      | 1973             | Far East Motion Picture Company                                  | Wing-Cho Yip                         |
| The Blockhouse                                              | 1974             | Galactacus                                                       | Clive Rees                           |
| The Butterfly Affair                                        | 1974             | Sofracima-Audifilm/Fida Cinematográfica                          | Jean Herman                          |
| Family Killer                                               | 1975             |                                                                  | Vittorio Schiraldi                   |
| The Happy Hooker                                            | 1975             | Fred Caruso                                                      | Nicholas Sgarro                      |
| The Love Pill                                               | 1975             |                                                                  | Ken Turner                           |
| Hennessy                                                    | 1975             | American International Picture (AIP)                             | Don Sharp                            |
| The Lady in Red Kills Seven Times                           | 1976             | Phoenix Cinematografica/Romano Film G.M.B.H./Traian Boeru        | Emilio Miraglia                      |
| The Yum Yum Girls                                           | 1976             | Gary Moscato                                                     | Barry Rosen                          |
| Northville Cemetery Massacre                                | 1976             | William Dear/Thomas L. Dyke                                      | William Dear                         |
| Zebra Force                                                 | 1976             | Joe Tornatore                                                    | Joe Tornatore                        |
| Little Girl... Big Tease                                    | 1976             | Associate producer                                               | Roberto Mitrotti                     |
| Mako: The Jaws of Death                                     | 1976             | William Grefe                                                    | William Grefe                        |
| Slumber Party '57                                           | 1976             | Movie Machine, Inc. & Athena Film Co.                            | William A. Levey                     |
| The Ups and Downs of a Handyman                             | 1976             | A.K.F.R.                                                         | John Sealey                          |
| American Raspberry                                          | 1977             | Marc Trabulus                                                    | Brad R. Swirnoff                     |
| Cherry Hill High                                            | 1977             | Alex E. Goitein                                                  | Alex. E. Coitein                     |
| 2076 Olympiad                                               | 1977             |                                                                  | James R. Martin                      |
| The Happy Hooker Goes to Washington                         | 1977             | William A. Levey                                                 | William A. Levey                     |
| Cheerleaders Beach Party                                    | 1978             | Dennis Murphy/Alex. E. Coitein                                   | Alex. E. Coitein                     |
| The Alaska Wilderness Adventure                             | 1978             |                                                                  | Fred Meader                          |
| Savage Weekend                                              | 1979             | David Paulsen                                                    | David Paulsen                        |
| The Swap                                                    | 1979             | Christopher C. Dewey                                             | Jordan Leondopoulos                  |
| Sam's Song                                                  | 1979             |                                                                  | Jordan Leondopoulos                  |
| American Nitro                                              | 1979             |                                                                  | Bill Kimberlin                       |
| Gas Pump Girls                                              | 1979             | David A. Davies                                                  | Joel Bender                          |
| Incoming Freshmen                                           | 1979             | Hi-Test Fims                                                     | Eric Lewald, Glenn Morgan            |
| The Godsend                                                 | 1980             | Cannon                                                           | Gabrielle Beaumont                   |
| Hot T-Shirts                                                | 1980             | Chuck Vincent                                                    | Chuck Vincent                        |
| Last Rites                                                  | 1980             | New Empire Features                                              | Domonic Paris                        |
| The Happy Hooker Goes Hollywood                             | 1980             | Golan-Globus                                                     | Alan Roberts                         |
| Schizoid                                                    | 1980             | Golan-Globus                                                     | David Paulsen                        |
| Dr. Heckyl and Mr. Hype                                     | 1980             | Golan-Globus                                                     | Charles B. Griffith                  |
| Seed of Innocence                                           | 1980             | Golan-Globus                                                     | Boaz Davidson                        |
| The Great Skycopter Rescue                                  | 1980             | Star Cinema                                                      | Lawrence David Foldes                |
| The Apple                                                   | 1980             | Golan-Globus                                                     | Menahem Golan                        |
| New Year's Evil                                             | 1980             | Golan-Globus                                                     | Emmett Alston                        |
| Enter the Ninja                                             | 1981             | Golan-Globus                                                     | Menahem Golan                        |
| Body and Soul                                               | 1981             | Golan-Globus                                                     | George Bowers                        |
| Death Wish II                                               | 1982             | Golan-Globus / Landers-Roberts para City Films Ltd.              | Michael Winner                       |
| Hospital Massacre (X-Ray)                                   | 1982             | Golan-Globus                                                     | Boaz Davidson                        |
| Lady Chatterley's Lover                                     | 1982             | London-Cannon Films Ltd. y productores asociados                 | Just Jaeckin                         |
| Alien Contamination                                         | 1982             | Alex Cinematografica / Barthonia Film / Lisa-Film                | Luigi Cozzi                          |
| The Last American Virgin                                    | 1982             | Golan-Globus                                                     | Boaz Davidson                        |
| Othello (The Black Commando)                                | 1982             | M.B. Diffusion / Eurocine                                        | Max H. Boulois                       |
| Funny Money                                                 | 1983             | Greg Smith                                                       | James Kenelm Clarke                  |
| The Seven Magnificent Gladiators                            | 1983             | Golan-Globus                                                     | Bruno Mattei                         |
| That Championship Season                                    | 1983             | Golan-Globus                                                     | Jason Miller                         |
| Treasure of the Four Crowns                                 | 1983             | Lupo-Anthony-Quintano                                            | Ferdinando Baldi                     |
| One More Chance                                             | 1983             | Golan-Globus                                                     | Sam Firstenberg                      |
| 10 to Midnight                                              | 1983             | Golan-Globus para City Films Ltd.                                | J. Lee Thompson                      |
| Nana                                                        | 1983             | Golan-Globus                                                     | Dan Wolman                           |
| House of the Long Shadows                                   | 1983             | Golan-Globus                                                     | Pete Walker                          |
| Hercules                                                    | 1983             | Golan-Globus                                                     | Luigi Cozzi                          |
| Young Warriors                                              | 1983             | Star Cinema                                                      | Lawrence D. Foldes                   |
| Revenge of the Ninja                                        | 1983             | Golan-Globus                                                     | Sam Firstenberg                      |
| The Wicked Lady                                             | 1983             | Golan-Globus                                                     | Michael Winner                       |
| Emmanuelle 4                                                | 1984             | Sara Films / A.S. Productions                                    | Francis Leroi, Iris Letans           |
| Soldier of the Night                                        | 1984             | Wagner-Hallig co-producción                                      | Dan Wolman                           |
| Over the Brooklyn Bridge                                    | 1984             | Golan-Globus                                                     | Menahem Golan                        |
| Sahara                                                      | 1984             | Golan-Globus                                                     | Andrew McLaglen                      |
| Breakin'                                                    | 1984             | Golan-Globus                                                     | Joel Silberg                         |
| Making the Grade                                            | 1984             | Golan-Globus                                                     | Dorian Walker                        |
| The Naked Face                                              | 1984             | Golan-Globus                                                     | Bryan Forbes                         |
| Ordeal by Innocence                                         | 1984             | Golan-Globus                                                     | Desmond Davis                        |
| I'm Almost Not Crazy: John Cassavetes, the Man and His Work | 1984             | Golan-Globus                                                     | Michael Ventura                      |
| Sword of the Valiant                                        | 1984             | Golan-Globus                                                     | Stephen Weeks                        |
| Love Streams                                                | 1984             | Golan-Globus                                                     | John Cassavettes                     |
| Bolero                                                      | 1984             | Golan-Globusproducción para City Films Ltd.                      | John Derek                           |
| Exterminator 2                                              | 1984             | Golan-Globus                                                     | Mark Buntzman                        |
| Ninja III: The Domination                                   | 1984             | Golan-Globus                                                     | Sam Firstenberg                      |
| Missing in Action                                           | 1984             | Golan-Globus                                                     | Joseph Zito                          |
| Breakin' 2: Electric Boogaloo                               | 1984             | Golan-Globus                                                     | Sam Firstenberg                      |
| Psycho Girls                                                | 1985             | Lightshow Communications                                         | Jerry Ciccoritti                     |
| Treasure Island                                             | 1985             | Les Films Du Passage                                             | Raúl Ruiz                            |
| Maria's Lovers                                              | 1985             | Golan-Globus                                                     | Andrei Konchalovsky                  |
| Hot Resort                                                  | 1985             | Golan-Globus                                                     | John Robins                          |
| The Ambassador                                              | 1985             | Golan-Globus                                                     | J. Lee Thompson                      |
| Missing in Action 2: The Beginning                          | 1985             | Golan-Globus                                                     | Lance Hool                           |
| Stronghold                                                  | 1985             | Henk Bos / Gerrit Visscher / Jana Van Raemdonck                  | Bobby Eerhart                        |
| The Company of Wolves                                       | 1985             | Palace /Cannon Group Inc. / ITC Entertainment                    | Neil Jordan                          |
| Déjà Vu                                                     | 1985             | Golan-Globus                                                     | Anthony B. Richmond                  |
| The Assisi Underground                                      | 1985             | Golan-Globus                                                     | Alexander Ramati                     |
| Rappin'                                                     | 1985             | Golan-Globus                                                     | Joel Silberg                         |
| Grace Quigley                                               | 1985             | Golan-Globus                                                     | Anthony Harvey                       |
| Hot Chili                                                   | 1985             | Golan-Globus                                                     | William Sachs                        |
| Lifeforce                                                   | 1985             | Golan-Globus                                                     | Tobe Hooper                          |
| Thunder Alley                                               | 1985             | Golan-Globus                                                     | J. S. Cardone                        |
| American Ninja                                              | 1985             | Golan-Globus                                                     | Sam Firstenberg                      |
| Mata Hari                                                   | 1985             | Golan-Globus                                                     | Curtis Harrington                    |
| Hard Rock Zombies                                           | 1985             | Patel/Shah Film Company                                          | Krisha Shah                          |
| The Dream                                                   | 1985             | Roeland Kerbosch Filmproduktie B.V.                              | Pieter Verhoeff                      |
| When Father Was Away on Business                            | 1985             | Forum Sarajevo                                                   | Emir Kusturica                       |
| War and Love                                                | 1985             | Jack P. Eisner                                                   | Moshé Mizrahi                        |
| Invasion U.S.A.                                             | 1985             | Golan-Globus                                                     | Joseph Zito                          |
| The Adventures of Hercules                                  | 1985             | Alfred Pecoriello                                                | Luigi Cozzi                          |
| The Berlin Affair                                           | 1985             | Golan-Globus                                                     | Liliana Cavani                       |
| Dreamchild                                                  | 1985             | Rick McCallum and Kenith Trodd                                   | Gavin Millar                         |
| Death Wish 3                                                | 1985             | Golan-Globus                                                     | Michael Winner                       |
| King Solomon's Mines                                        | 1985             | Golan-Globus                                                     | J. Lee Thompson                      |
| Fool for Love                                               | 1985             | Golan-Globus                                                     | Robert Altman                        |
| Runaway Train                                               | 1985             | Golan-Globus                                                     | Andrei Konchalovsky                  |
| Hell Squad                                                  | 1986             | Eastern Hemisphere                                               | Kenneth Hartford                     |
| Camorra (A Story of Streets, Women and Crime)               | 1986             | Golan-Globus                                                     | Lina Wertmüller                      |
| The Delta Force                                             | 1986             | Golan-Globus                                                     | Menahem Golan                        |
| Highlander                                                  | 1986             | Davis/Panzer                                                     | Russell Mulcahy                      |
| The Naked Cage                                              | 1986             | Golan-Globus                                                     | Paul Nicholas                        |
| Field of Honor                                              | 1986             | Organda Films                                                    | Kim Dae-hie, Hans Scheepmaker        |
| Young Dragons: The Kung Fu Kids                             | 1986             | Tomson (Hong Kong) Films Co., Ltd                                | Mei-Chun Chang                       |
| America 3000                                                | 1986             | Golan-Globus                                                     | David Engelbach                      |
| Behind Enemy Lines                                          | 1986             | Golan-Globus                                                     | Gideon Amir                          |
| Murphy's Law                                                | 1986             | Golan-Globus                                                     | J. Lee Thompson                      |
| Pirates                                                     | 1986             | Tarak Ben Ammar                                                  | Roman Polanski                       |
| Dangerously Close                                           | 1986             | Golan-Globus                                                     | Albert Pyun                          |
| Cobra                                                       | 1986             | Golan-Globus                                                     | George P. Cosmatos                   |
| Thunder Run                                                 | 1986             | Lynn-Davis Productions & Panache Productions                     | Gary Hudson                          |
| Invaders from Mars                                          | 1986             | Golan-Globus                                                     | Tobe Hooper                          |
| Robotech: The Movie                                         | 1986             | Harmony Gold                                                     | Noboru Ishiguro, Carl Macek          |
| Young Dragons: The Kung Fu Kids II                          | 1986             | Tomson (Hong Kong) Films Co., Ltd                                | Chi-Hwa Chen                         |
| Lightning, the White Stallion                               | 1986             | Harry Alan Towers                                                | William A. Levey                     |
| Detective School Dropouts                                   | 1986             | Golan-Globus                                                     | Filippo Ottoni                       |
| The Texas Chainsaw Massacre 2                               | 1986             | Golan-Globus                                                     | Tobe Hooper                          |
| Seize the Day                                               | 1986             | Learning in Focus                                                | Fielder Cook                         |
| Otello                                                      | 1986             | Golan-Globus                                                     | Franco Zeffirelli                    |
| Avenging Force                                              | 1986             | Golan-Globus                                                     | Sam Firstenberg                      |
| Hollywood Harry                                             | 1986             | Robert Forster                                                   | Robert Forster                       |
| Link                                                        | 1986             | Richard Franklin                                                 | Richard Franklin                     |
| 52 Pick-Up                                                  | 1986             | Golan-Globus                                                     | John Frankenheimer                   |
| Castaway                                                    | 1986             | Rick McCallum                                                    | Nicolas Roeg                         |
| La dernière image                                           | 1986             | E.M.A. Films / TF1 Films Production co-producción                | Mohammed Lakhdar-Hamina              |
| Firewalker                                                  | 1986             | Golan-Globus                                                     | J. Lee Thompson                      |
| Aladdin                                                     | 1986             | Ugo Tucci                                                        | Bruno Corbucci                       |
| Duet for One                                                | 1986             | Golan-Globus                                                     | Andrei Konchalovsky                  |
| Osa                                                         | 1986             | Constantin Alexandrov                                            | Oleg Egorov                          |
| Dutch Treat                                                 | 1987             | Golan-Globus                                                     | Boaz Davidson                        |
| Assassination                                               | 1987             | Golan-Globus                                                     | Peter R. Hunt                        |
| Allan Quatermain and the Lost City of Gold                  | 1987             | Golan-Globus                                                     | Gary Nelson                          |
| The Assault                                                 | 1987             | Fons Rademakers                                                  | Fons Rademakers                      |
| Over the Top                                                | 1987             |                                                                  | Menahem Golan                        |
| Mannequin                                                   | 1987             | Art Levinson                                                     | Michael Gottlieb                     |
| Le Miraculé                                                 | 1987             | Initial Groupe / Koala Films / FR3 Films                         | Jean-Pierre Mocky                    |
| Number One with a Bullet                                    | 1987             | Golan-Globus                                                     | Jack Smight                          |
| The Barbarians                                              | 1987             | John Thompson                                                    | Ruggero Deodato                      |
| Down Twisted                                                | 1987             | Golan-Globus                                                     | Albert Pyun                          |
| Street Smart                                                | 1987             | Golan-Globus                                                     | Jerry Schatzberg                     |
| The Hanoi Hilton                                            | 1987             | Golan-Globus                                                     | Lionel Chetwynd                      |
| Beauty and the Beast                                        | 1987             | Golan-Globus                                                     | Ron Koslow                           |
| Rumpelstiltskin                                             | 1987             | Golan-Globus                                                     | David Irving                         |
| American Ninja 2: The Confrontation                         | 1987             | Golan-Globus                                                     | Sam Firstenberg                      |
| Mascara                                                     | 1987             | Iblis Films-Brussels, Praxino Pictures Amsterdam y Dedalus Paris | Patrick Conrad                       |
| Diary of a Mad Old Man                                      | 1987             | Iblis Films, Dedalus Films, y Fons Rademakers                    | Lil Rademakers                       |
| Master of Dragonard Hill                                    | 1987             | Breton Film Productions Ltd.                                     | Gérard Kikoine                       |
| The Emperor's New Clothes                                   | 1987             | Golan-Globus                                                     | David Irving                         |
| Too Much                                                    | 1987             | Golan-Globus                                                     | David Leland                         |
| Three Kinds of Heat                                         | 1987             | Michael J. Kagan                                                 | Leslie Stevens                       |
| Sleeping Beauty                                             | 1987             | Golan-Globus                                                     | David Irving                         |
| Superman IV: The Quest for Peace                            | 1987             | Golan-Globus                                                     | Sidney J. Furie                      |
| Masters of the Universe                                     | 1987             | Golan-Globus                                                     | Gary Goddard                         |
| Penitentiary III                                            | 1987             | Jamaa-Leon                                                       | Jamaa Fanaka                         |
| Five Corners                                                | 1987             | Forrest Murray and Tony Bill                                     | Tony Bill                            |
| King Lear                                                   | 1987             | Golan-Globus                                                     | Jean-Luc Godard                      |
| Tough Guys Don't Dance                                      | 1987             | Golan-Globus                                                     | Norman Mailer                        |
| The Kitchen Toto                                            | 1987             | Skreba Film                                                      | Harry Hook                           |
| Dancers                                                     | 1987             | Golan-Globus                                                     | Herbert Ross                         |
| Surrender                                                   | 1987             | Golan-Globus junto con Aaron Spelling and Alan Greisman          | Corey Yuen                           |
| Barfly                                                      | 1987             | Golan-Globus                                                     | Barbet Schroeder                     |
| Business as Usual                                           | 1987             | Golan-Globus                                                     | Lezli-An Barret                      |
| Death Wish 4: The Crackdown                                 | 1987             | Golan-Globus                                                     | J. Lee Thompson                      |
| Under Cover                                                 | 1987             | Golan-Globus                                                     | John Stockwell                       |
| Braddock: Missing in Action III                             | 1988             | Golan-Globus                                                     | Aaron Norris                         |
| Gor                                                         | 1988             | Harry Alan Towers / Avi Lerner                                   | John 'Bud' Cardos                    |
| Mercenary Fighters                                          | 1988             | Golan-Globus                                                     | Riki Shelach Nissimoff               |
| Going Bananas                                               | 1988             | Golan-Globus                                                     | Boez Davidson                        |
| Bernadette                                                  | 1988             | Jacques Quintard-Giancarlo Parretti                              | Jean Delannoy                        |
| Alien from L.A.                                             | 1988             | Golan-Globus                                                     | Albert Pyun                          |
| Bloodsport                                                  | 1988             | Mark DiSalle                                                     | Newt Arnold                          |
| Storm                                                       | 1988             | Groundstar Pictures Inc.                                         | Terrell Tannen                       |
| Appointment with Death                                      | 1988             | Golan-Globus                                                     | Michael Winner                       |
| Rituelen                                                    | 1988             | Sigma Film                                                       | Herbert Curiel                       |
| Powaqqatsi: Life in Transformation                          | 1988             | Golan-Globus                                                     | Godfrey Reggio                       |
| Shy People                                                  | 1988             | Golan-Globus                                                     | Andrey Konchalovskiy                 |
| Salsa                                                       | 1988             | Golan-Globus                                                     | Boez Davidson                        |
| Track 29                                                    | 1988             | Rick McCallum                                                    | Nicolas Roeg                         |
| The Frog Prince                                             | 1988             | Golan-Globus                                                     | Jackson Hunsicker                    |
| Puss in Boots                                               | 1988             | Golan-Globus                                                     | Eugene Marner                        |
| Honneponnetje                                               | 1988             | Jos van der Linden                                               | Ruud van Hemert                      |
| Journey to the Center of the Earth                          | 1988             | Tom Udell y Avi Lerner                                           | Rusty Lemorande, Albert Pyun         |
| Berlín Blues                                                | 1988             | Emiliano Piedra en participación con TVE S.A.                    | Ricardo Franco                       |
| Hero and the Terror                                         | 1988             | Golan-Globus                                                     | William Tannen                       |
| The Raggedy Rawney                                          | 1988             | Bob Weis                                                         | Bob Hoskins                          |
| Messenger of Death                                          | 1988             | Golan-Globus                                                     | J. Lee Thompson                      |
| Doin' Time on Planet Earth                                  | 1988             | Golan-Globus                                                     | Charles Matthau                      |
| Platoon Leader                                              | 1988             | Breton Film Productions Ltd.                                     | Aaron Norris                         |
| Little Dorrit                                               | 1988             | Sands Film                                                       | Christine Edzard                     |
| Evil Angels                                                 | 1988             | Golan-Globus en asociación con Cinema Verity Limited             | Fred Schepisi                        |
| Hanna's War                                                 | 1988             | Golan-Globus                                                     | Menahem Golan                        |
| Hansel and Gretel                                           | 1988             | Golan-Globus                                                     | Len Talan                            |
| Haunted Summer                                              | 1988             | Golan-Globus                                                     | Ivan Passer                          |
| Snow White                                                  | 1989             | Golan-Globus                                                     | Michael Berz                         |
| Manifesto                                                   | 1989             | Golan-Globus                                                     | Dusan Makavejev                      |
| Kinjite: Forbidden Subjects                                 | 1989             | Golan-Globus                                                     | J. Lee Thompson                      |
| American Ninja 3: Blood Hunt                                | 1989             | Breton Film Productions Ltd.                                     | Cedric Sundstrom                     |
| Red Riding Hood                                             | 1989             | Golan-Globus                                                     | Adam Brooks                          |
| Outlaw of Gor                                               | 1989             | Breton Film Productions Ltd.                                     | John Cardos                          |
| Sinbad of the Seven Seas                                    | 1989             | Enzo G. Castellari                                               | Enzo G. Castellari                   |
| Cyborg                                                      | 1989             | Golan-Globus                                                     | Albert Pyun                          |
| Fight for Us                                                | 1989             | Salvatore Picciotto                                              | Lino Brocka                          |
| Kickboxer                                                   | 1989             | Mark DiSalle                                                     | Mark di Salle, David Worth           |
| River of Death                                              | 1989             | Breton Film Productions Ltd.                                     | Steve Carver                         |
| Hot Blood                                                   | 1989             | Sunshine Films                                                   | Philippe Blot                        |
| Crack House                                                 | 1989             | Silverman Entertainment                                          | Michael Fischa                       |
| Ten Little Indians                                          | 1989             | Breton Film Productions Ltd.                                     | Alan Birkinshaw                      |
| The Rose Garden                                             | 1989             | CCC Filmkunst junto con Globus-Pearce Productions                | Fons Rademaker                       |
| The Secret of the Ice Cave                                  | 1989             | Galla Film junto a Globus-Pearce                                 | Radu Gabrea                          |
| A Man Called Sarge                                          | 1990             | Globus-Pearce                                                    | Stuart Gillard                       |
| Angels                                                      | 1990             |                                                                  | Jacob Berger                         |
| Deadly Chase                                                | 1990             | Ettore Spagnuolo                                                 | Alfonso Brescia                      |
| Rockula                                                     | 1990             | Jefery Levy                                                      | Luca Bercovici                       |
| Keaton's Cop                                                | 1990             | Third Coast                                                      | Robert Burge                         |
| Lambada                                                     | 1990             | Cannon Pictures junto con Film and Television Company            | Joel Silberg                         |
| The Fourth War                                              | 1990             | Wolf Schmidt                                                     | John Frankenheimer                   |
| African Express                                             | 1990             | Johan Heyns / Cameron Nolan-Sondergaard                          | Bruce McFarlane                      |
| Mignight Ride                                               | 1990             | Globus-Pearce                                                    | Bob Bralver                          |
| The Last Island                                             | 1990             | Laurens Geels and Dick Maas                                      | Marleen Gorris                       |
| Eline Vere                                                  | 1991             | Matthijs van Heijningen                                          | Harry Kümel                          |
| American Ninja 4: The Annihilation                          | 1991             | Christopher Pearce                                               | Cedric Sundstrom                     |
| Delta Force 3: The Killing Game                             | 1991             | Global Pictures                                                  | Sam Firstenberg                      |
| American Kickboxer                                          | 1991             | Distant Horizon y Anant Singh                                    | Frans Nel                            |
| The Borrower                                                | 1991             | Vision Pictures                                                  | John McNaughton                      |
| The Hitman                                                  | 1991             | Don Carmody                                                      | Aaron Norris                         |
| Over the Line                                               | 1992             | Ovidio G. Assonitis                                              | Ovidio G. Assonitis, Robert Barrett  |
| Terminal Bliss                                              | 1992             | Distant Horizon y Anant Singh                                    | Jordan Alan                          |
| To the Death                                                | 1992             | Anant Singh                                                      | Darrell Roodt                        |
| The Human Shield                                            | 1992             | Christopher Pearce / Elie Cohn                                   | Ted Post                             |
| Roots of Evil                                               | 1992             | Sidney Niekerk                                                   | Gary Graver                          |
| Prison Heat                                                 | 1993             | Global Pictures                                                  | Joel Silberg                         |
| Fifty/Fifty                                                 | 1993             | Raymond Wagner / Maurice Singer                                  | Charles Martin Smith                 |
| American Samurai                                            | 1993             | Global Pictures                                                  | Sam Firstenberg                      |
| Street Knight                                               | 1993             | Mark DiSalle                                                     | Albert Magnoli                       |
| No Place to Hider                                           | 1993             | Alan Amiel                                                       | Richard Danus                        |
| Walker, Texas Ranger: One Riot, One Ranger                  | 1993             | Cannon Television, Inc.                                          |                                      |
| Walker, Texas Ranger: Borderline                            | 1993             | Cannon Television, Inc.                                          |                                      |
| Walker, Texas Ranger: A Shadow in the Night                 | 1993             | Cannon Television, Inc.                                          |                                      |
| The Mummy Lives                                             | 1993             | Global Pictures                                                  | Gerry O'Hara                         |
| Night Terrors                                               | 1993             | Global Pictures                                                  | Tobe Hooper                          |
| Rescue Me                                                   | 1993             | Richard Alfieri                                                  | Arthur Allan Seidelman               |
| American Cyborg: Steel Warrior                              | 1994             | Global Pictures                                                  | Boez Davidson                        |
| Hellbound                                                   | 1994             | Cannon Pictures junto con Anthony Ridio Productions              | Aaron Norris                         |
| American Ninja TV                                           | 1995             | Ovidio Assonitis                                                 | Bobby Jean Leonard                   |
| Chain of Command                                            | 1996             | Cannon Pictures                                                  | David Worth                          |